# Liutold de Eppenstein
Liutold de Eppenstein (n. 1050 – d. 12 mai 1090), aparținând Casei de Eppenstein, a fost duce de Carintia și margraf de Verona din 1077 până la sfârșitul vieții.

## Biografie
Liutold a fost cel de al doilea fiu al contelui Markwart de Eppenstein și al soției sale, Liutbirga de Plain. Astfel, Luitold era nepotul fostului duce de Carintia, Adalbero de Eppenstein, care fusese destituit de împăratul Conrad al II-lea în 1035.
El a succedat ca duce de Carintia lui Berthold al II-lea din casa de Zähringen, recuperând astfel titlul ducal pentru familia de Eppenstein, originară din Stiria, în condițiile în care predecesorul său, Berthold, îl susținuse pe antiregele Rudolf de Rheinfelden pe parcursul Controversei pentru învestitură și fusese destituit de regele Henric al IV-lea în 1077. După episodul numit în istorie Penitența de la Canossa, la întoarcere, regele Henric i-a acordat titlul de duce lui Liutold care i-a permis în schimb libera trecere prin posesiunile sale din Carintia pentru a putea reveni în imperiu. Domeniile familiei Eppenstein erau însă extrem de înguste, dat fiind că Henric acordase regiunea Friuli patriarhului de Aquileia, iar Marca de Stiria rămâsese sub conducerea familiei Otakar.
Deși a fost căsătorit de două ori, Liutold a murit fără a avea urmași. De aceea a fost succedat de fratele său mai tânăr, Henric al V-lea. Liutold este înmormântat în Mănăstirea Sf. Lambrecht din Stiria.